# AllMusic

AllMusic (ehemals All Music Guide) ist eine vom Unternehmen All Media Guide in Ann Arbor, Michigan, betriebene Datenbank, die kommerzielle Musikveröffentlichungen enthält. Von vielen Musikern finden sich hier Biografien, Diskografien und die Auflistung der Beteiligten (Credits). Zudem gibt es Verknüpfungen zu ähnlichen Musikern und musikhistorische Betrachtungen zu einzelnen Genres. Die Inhalte sind nur auf Englisch verfügbar. Kerngeschäft ist die Lizenzierung der Informationen an Unternehmen wie Microsoft, AOL, Amazon.com und Barnes & Noble. Die Metadaten werden von manchen Programmen, darunter einigen Versionen des Windows Media Player, automatisch aus dem Internet abgerufen.

## Geschichte
Die ursprüngliche Datenbank wurde 1991 von Michael Erlewine (* 1941), der in den 1960ern Frontmann der Bluesband The Prime Movers war, begründet. Ein Jahr später folgte die Veröffentlichung des ersten reference books. 1993 wurde begonnen, auch Filme und Videospiele zu erfassen. Diese sind in den verwandten Projekten AllMovie und Allgame abrufbar. Der Dienst war zunächst über Gopher abrufbar, die Website existiert seit 1995.
Heute beschäftigt AllMusic über 900 Musikkritiker (von denen viele freiberuflich tätig sind) sowie eine große Zahl angestellter Datenbankpfleger und soll laut eigener Angabe „Konsumenten als Wegweiser durch die zunehmend komplexe Welt der Musik“ dienen (“to help consumers navigate the increasingly complex world of recorded music”). Auch Nutzer können Vorschläge für Änderungen und Erweiterungen einreichen, die redaktionell begutachtet werden.